# Egisto Pandolfini
Egisto Pandolfini (Lastra a Signa, 1926. február 19. – 2019. január 29.) olasz labdarúgó-fedezet.
1950 és 1957 között 21 alkalommal szerepelt az olasz válogatottban és kilenc gólt szerzett. Részt vett az 1950-es és az 1954-es világbajnokságon.